# La Grande Musicienne
La Grande Musicienne est une œuvre du sculpteur français Henri Laurens située à Paris, en France. Créée vers 1937 et installée en 2000 dans les jardins des Tuileries, il s'agit d'une sculpture en bronze.

## Description
L'œuvre prend la forme d'une sculpture en bronze d'une figure humanoïde.

## Localisation
L'œuvre est installée au centre d'un parterre des jardins des Tuileries.

## Historique
La Grande Musicienne date des années 1937
L'œuvre est installée dans les jardins des Tuileries en 2000, en même temps qu'une douzaine d'autres œuvres d'art contemporain ; elle remplace une œuvre d'Hector Lemaire, Le Soir.

## Artiste
Henri Laurens (1885-1954) est un peintre et sculpteur français.